# Odszczepieniec (wiersz)

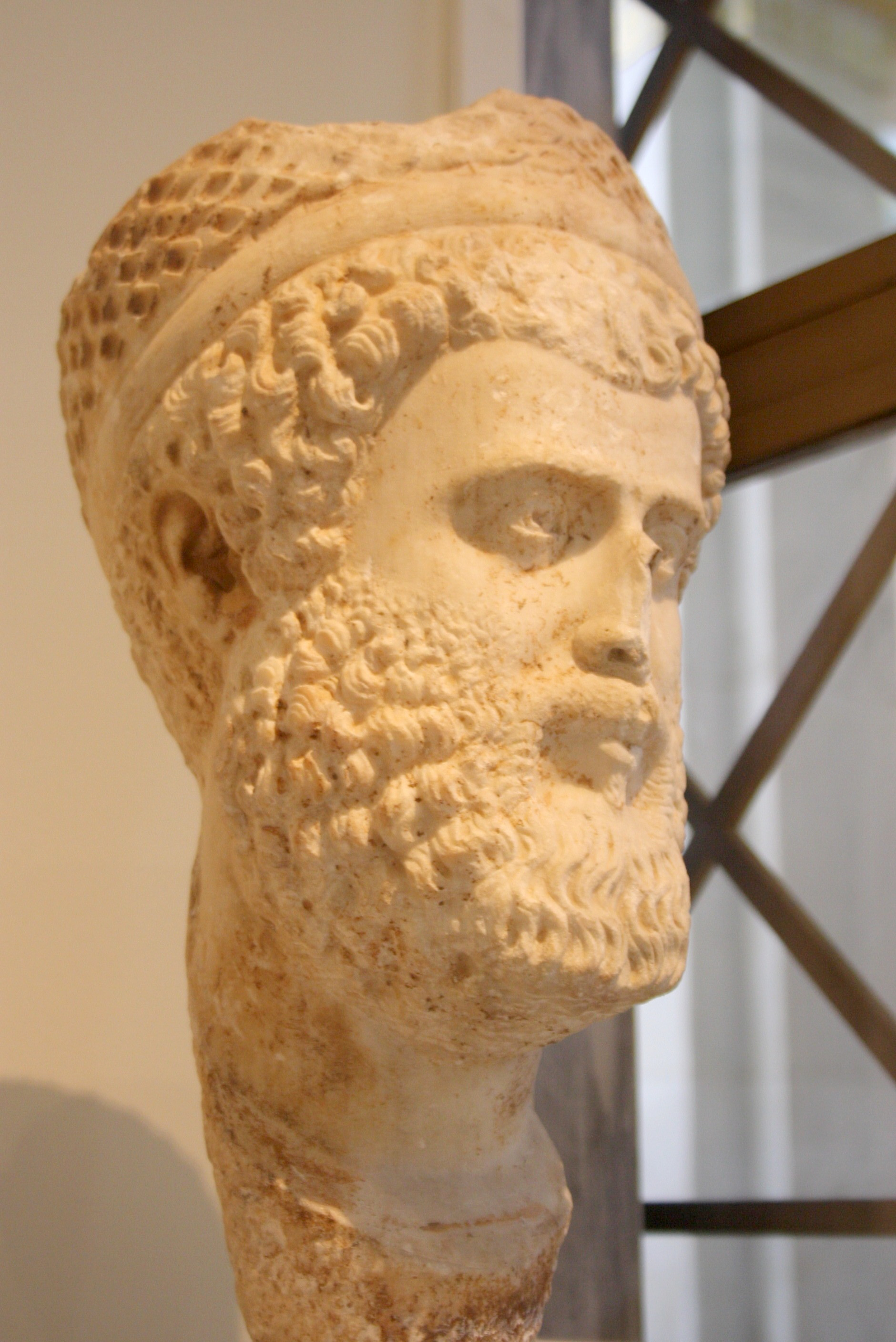
Julian Apostata

Odszczepieniec – wiersz Antoniego Słonimskiego napisany w formie monologu dramatycznego. 
Gatunek ten był bardzo popularny w poezji angielskiej XIX wieku, gdzie występował między innymi w twórczości Alfreda Tennysona, Roberta Browninga, czy Amy Levy. Utwór jest ułożony nierymowanym jedenastozgłoskowcem. Tytułowy odszczepieniec to rzymski cesarz Julian Apostata, który porzucił chrześcijaństwo na rzecz tradycyjnej religii rzymskiej. W podtytule poeta podaje czas i miejsce wypowiadania monologu: Noc. Przed Namiotem. Pustynia Perska. Utwór rozpoczyna się skierowaną do Prokopiusa prośbą o kubek wina.